# 水務署天水圍大樓

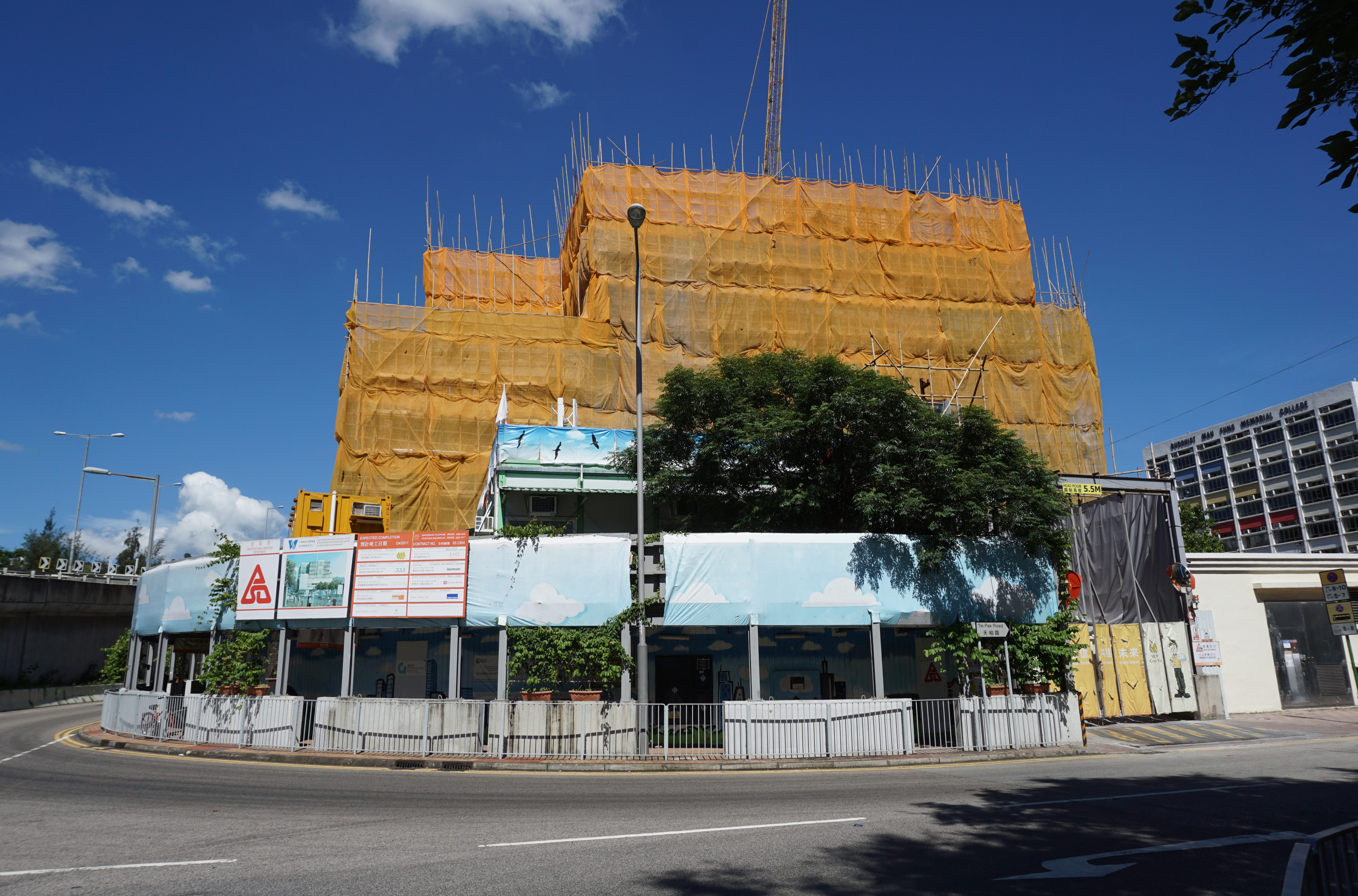
興建中（2017年6月）

水務署天水圍大樓（英語：WSD Tin Shui Wai Building）是香港水務署的辦公大樓，樓高六層，內設水務署新界西辦事處和水資源教育中心。大樓位於香港新界區天水圍天柏路20號，近天祥路連接天慈路的支路。

## 歷史
本大樓的前身是建於1950年的水務署旺角大樓，位於旺角洗衣街近旺角東站，由於該大樓坐落於旺角的黃金地段上，被指浪費資源，故水務署於2013年決定把大樓搬遷往天水圍，騰出土地發展商廈，並預計於2017年完成搬遷。
此項目於2014年獲呈上立法會發展事務委員會討論，政府物色了一幅天柏路近九巴天水圍車廠的一幅地皮。地皮面積約5745平方米，原有的水務署新界西辦事處及水資源教育中心將會遷入同一座大樓內，預計需要約5億港元以上來進行工程。新的水資源教育中心的面積將會比原有的更大。
最後本大樓的工程撥款於2015年6月通過，大樓於同年8月17日動工，預計2018年落成。大樓最後於2018年8月17日啟用，而大樓內的水資源教育中心則延至2019年末投入服務。

## 設施
大樓設有水務署新界西辦事處和水資源教育中心，教育中心介紹香港水務歷史、水循環、新的水資源、全球水資源和水資源管理。此外，大樓設有污水回用及雨水集蓄系統，排出的污水可循環再用作非飲用用途。訪客可深入大樓內的系統的控制室和機房重地，瞭解水務署的管理及運作。

## 爭議
由於旺角洗衣街的水務署設於市區，如果把該等設施遷往天水圍，地點會較為偏遠，有議員認為交通較為不便。時任香港立法會議員陳偉業則反駁指，地點偏遠正是主流權貴對天水圍的形象，批評有部份人不熟悉香港地理環境，認為此搬遷有助改變該區「悲情城市」的形象。

## 外部連結
- 水務署 - 水資源教育中心 （页面存档备份，存于）